# پرواز شماره ۸۹۶۹ ایر فرانس
پرواز شماره ۸۹۶۹ ایر فرانس یک پرواز ایر فرانس بود که در ۲۴ دسامبر ۱۹۹۴ توسط گروه اسلامی مسلح الجزایر (GIA) در فرودگاه هواری بومدین الجزیره ربوده شد. تروریست‌ها سه مسافر را به قتل رساندند و قصدشان این بود که هواپیما را بر فراز برج ایفل یا تور مون‌پارناس پاریس منفجر کنند. هنگامی که هواپیما به مارسی رسید، گروه مداخله ملی ژاندارمری (GIGN)، یک واحد ضد ترور از ژاندارمری ملی فرانسه، به هواپیما حمله کرد و هر چهار هواپیماربای را کشت.
این حادثه باعث شد تا ایر فرانس پروازهای خود به الجزایر را تا سال ۲۰۰۴، یعنی دو سال پس از پایان جنگ داخلی الجزایر متوقف کند.